# Вороватка
Вороватка (рос. Вороватка) — присілок в Краснобаковському районі Нижньогородської області Російської Федерації.
Населення становить 26 осіб. Входить до складу муніципального утворення Зубилихинська сільрада.

## Історія
Від 2009 року входить до складу муніципального утворення Зубилихинська сільрада.

## Населення
| 2002 | 2010 |
| ---- | ---- |
| 27   | ↘26  |

## Мешканці
В селі народився Мальцев Веніамін Миколайович (1931—1986) — письменник.